# پورتو ولیو
پورتو ولیو (به پرتغالی: Porto Velho) یک شهرستان برزیل در برزیل است که در روندونیا واقع شده‌است.

## خصوصیات
پورتو ولیو ۳۴٬۰۸۲٫۳۷ کیلومترمربع مساحت و ۴۲۶٬۵۵۸ نفر جمعیت دارد و ۸۳ متر بالاتر از سطح دریا واقع شده‌است.